# Puig-roig (el Montmell)
El Puig-roig és una muntanya de 557 metres que es troba al municipi del Montmell, a la comarca catalana del Baix Penedès.